# Robert Mitchum

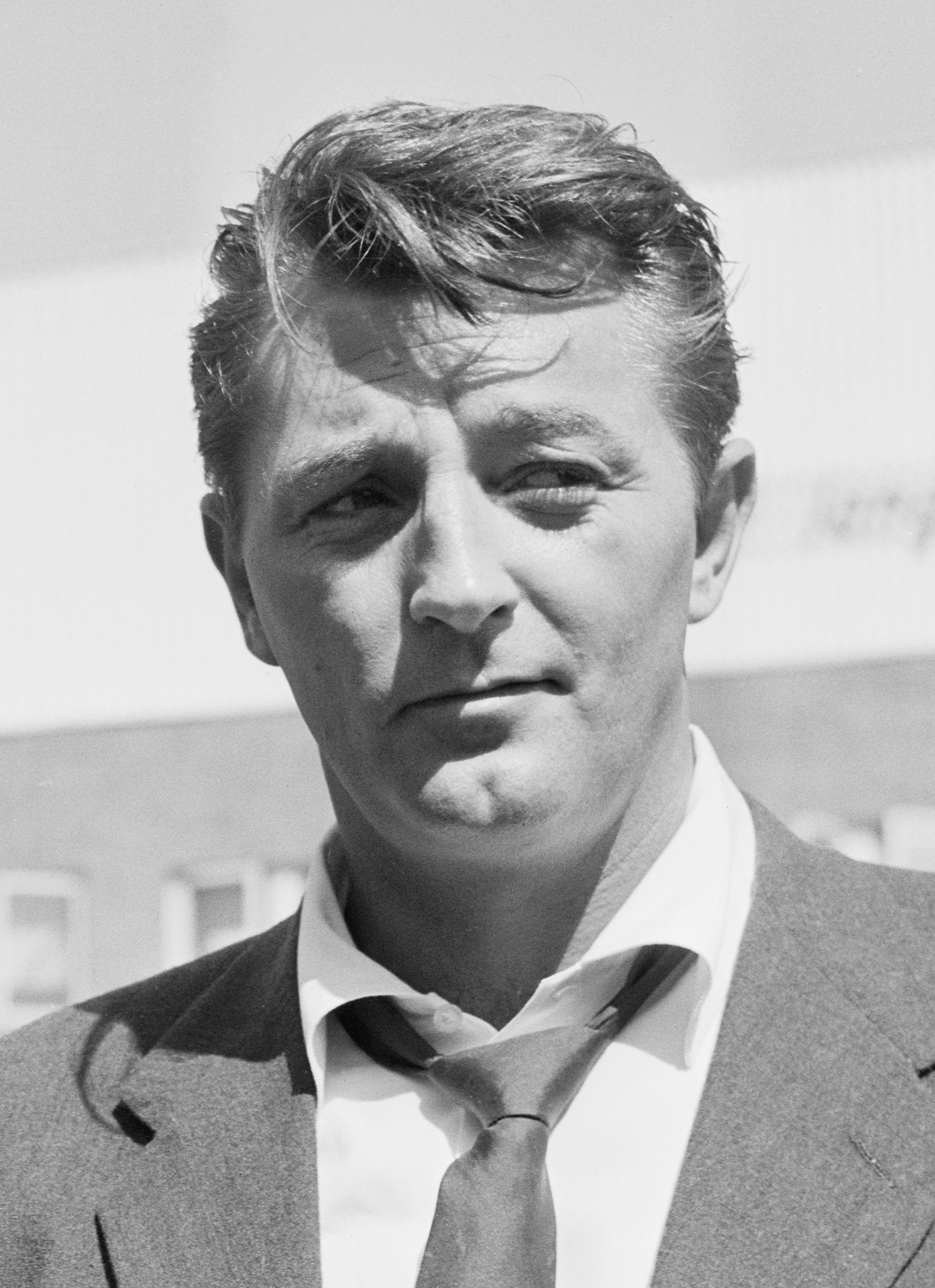
Robert Mitchum (1955)

Robert Charles Durman Mitchum (* 6. August 1917 in Bridgeport, Connecticut; † 1. Juli 1997 in Santa Barbara, Kalifornien) war ein US-amerikanischer Schauspieler, der zwischen 1942 und 1997 in über 120 Kinofilmen mitwirkte und auch in einigen Fernsehproduktionen zu sehen war. Mit seinem betont lässigen, minimalistisch-lakonischen Darstellungsstil war er einer der bekanntesten Hollywood-Darsteller seiner Zeit. Er wurde vor allem in zynischen Hauptrollen in Western wie Fluß ohne Wiederkehr und Film noirs wie Goldenes Gift eingesetzt, übernahm aber auch Schurkenrollen wie in Die Nacht des Jägers und Ein Köder für die Bestie.

## Leben und Werk

### Frühes Leben
Robert Mitchum verlor im Alter von zwei Jahren seinen Vater, einen Gleisarbeiter, durch einen Arbeitsunfall. Seine Mutter und sein Stiefvater zogen ihn zusammen mit seinen Geschwistern in Connecticut, New York City und Delaware auf. Mitchums Bruder John (1919–2001) arbeitete ab 1947 ebenfalls als Schauspieler in Hollywood, erreichte aber nicht den Bekanntheitsgrad seines Bruders.
Robert Mitchum verbrachte einen Teil seiner Jugend damit, durchs Land zu wandern. Mit 14 Jahren wurde er wegen Landstreicherei verurteilt und als Kettensträfling eingesetzt, konnte aber fliehen. Er übernahm Gelegenheitsjobs und arbeitete als Ghostwriter für den Astrologen Carroll Righter. Außerdem war er bei dem Unternehmen Lockheed Aircraft beschäftigt, wo er sich mit der noch völlig unbekannten Marilyn Monroe (damals noch Norma Jeane Dougherty) anfreundete. In Long Beach, Kalifornien, stieß Robert Mitchum zu einer Laientheatergruppe.

### Filmkarriere
Ab 1942 in Hollywood beschäftigt, gelang Mitchum nach einigen kleineren Rollen 1945 als Lt. Walker in Schlachtgewitter am Monte Cassino der Durchbruch als Filmschauspieler. Für seine Darstellung eines jungen Soldaten wurde er mit einer Oscar-Nominierung in der Kategorie Bester Nebendarsteller bedacht. Mitchum war danach nie wieder für einen Oscar nominiert. Der athletische, 1,85 Meter große Darsteller mit dem imposanten Brustumfang hatte eine unverwechselbare Erscheinung und kam beim Publikum gut an. Nachdem ihm in Hollywood der Durchbruch gelungen war, etablierte er sich als gefragter Hauptdarsteller in allen Genres und übernahm Rollen in zahlreichen Western, Thrillern, Komödien und Kriegsfilmen. Mitchum zählte bis in die 1970er Jahre zu den populärsten Darstellern in Hollywood und war zwischen 1943 und 1997 in 135 Film- und Fernsehrollen zu sehen.
In den späten 1940er und frühen 1950er Jahren gehörte Mitchum zu den wichtigsten Protagonisten des Film noir, unter anderem spielte er in Klassikern wie Goldenes Gift (1947) oder Engelsgesicht (1952). Im Jahr 1949 verbüßte er wegen des Konsums von Marihuana eine kurze Gefängnisstrafe, was seine Filmkarriere jedoch nicht beeinträchtigte. Der Gefängnisaufenthalt trug vielmehr dazu bei, sein Image als notorischer „Bad Boy“ zu festigen. Mitchum war regelmäßig in Kriegsfilmen zu sehen und stellte häufig Offiziere und Kommandeure dar, beispielsweise in Duell im Atlantik (1957), Der längste Tag (1962) und Schlacht um Midway (1976). Er zählte auch zu den populärsten Western-Stars seiner Zeit mit Filmen wie Fluß ohne Wiederkehr (1954) und El Dorado (1966).
Zwei seiner bekanntesten Rollen zeigen Mitchum als psychopathischen Bösewicht: In Die Nacht des Jägers agierte er im Jahr 1955 als mörderischer Wanderprediger Harry Powell, der im Namen Gottes mordet; in Ein Köder für die Bestie (1962) war er als sadistischer Krimineller Max Cady zu sehen, der eine Familie terrorisiert. Nach Abschluss der Dreharbeiten zu dem Thriller Die Nacht des Jägers erklärte dessen Regisseur Charles Laughton, dass Mitchum der beste Schauspieler der Welt sei und keiner die Rolle des Macbeth besser spielen könne als dieser.

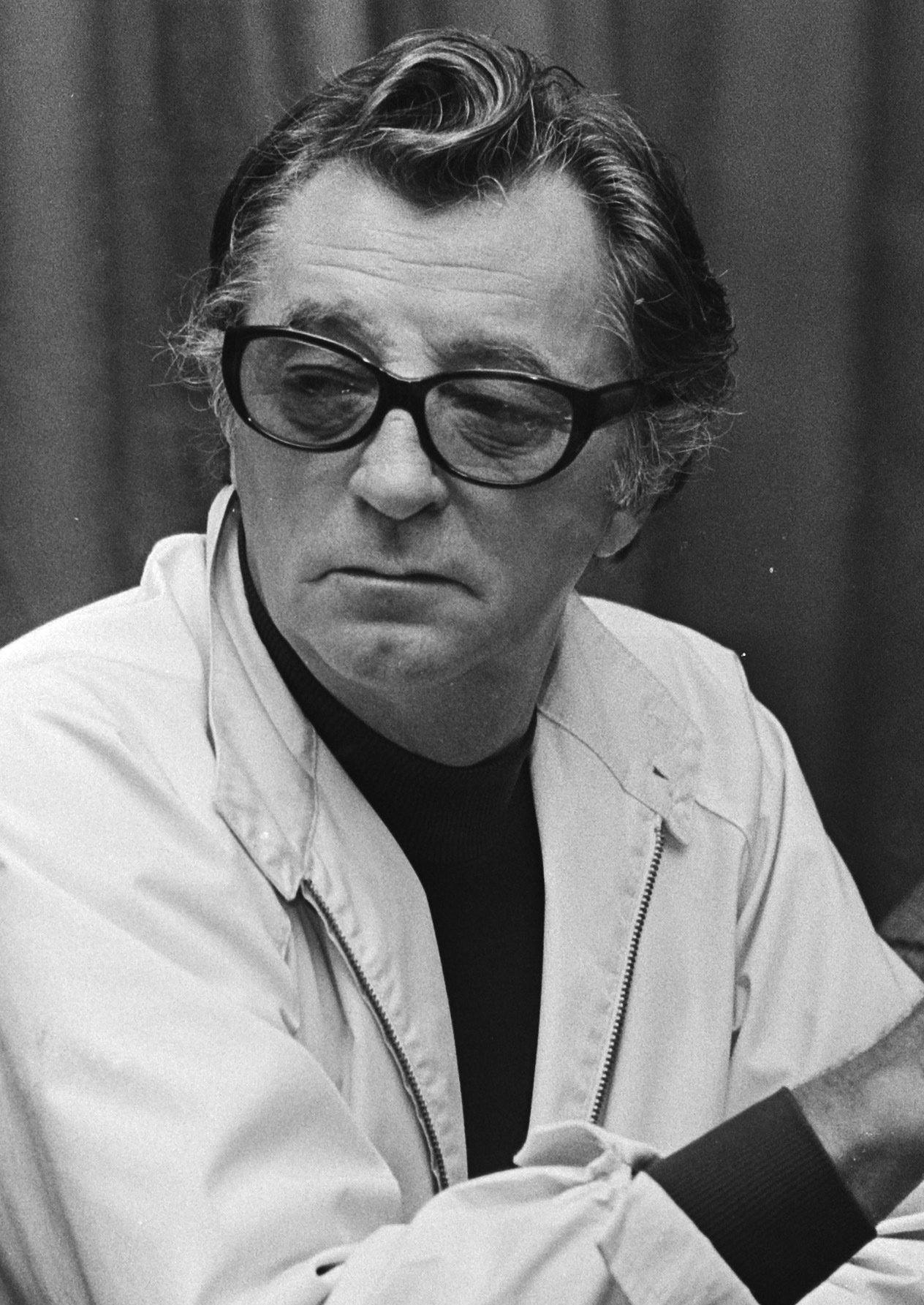
Mitchum in Amsterdam (1976)

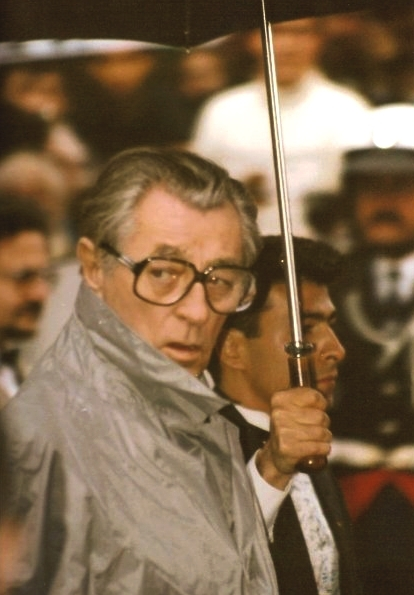
Robert Mitchum bei den Filmfestspielen von Cannes (1991)

Im Jahr 1970 spielte Mitchum die für ihn eher untypische Hauptrolle eines sanftmütigen Dorfschullehrers in David Leans Epos Ryans Tochter, das allerdings zu einem großen Kinoflop geriet. Ab den späten 1970er Jahren fanden sich kaum noch lohnende Kinorollen für den Schauspieler. In den 1980er Jahren verlegte „Mitch“, so sein Spitzname, seinen Arbeitsschwerpunkt daher allmählich auf das Fernsehen, wo er unter anderem in Serien wie Fackeln im Sturm zu sehen war. In den Kinofilmen Die Geister, die ich rief (1988) und Kap der Angst (1991), einem Remake von Ein Köder für die Bestie, übernahm er Nebenrollen. Seine letzte größere Kinorolle spielte Mitchum im Jahr 1995 in Jim Jarmuschs Western Dead Man als John Dickinson.

### Privatleben und Person
In Hollywood war Robert Mitchum aufgrund seiner zynischen Einstellung und seiner öffentlich geäußerten, scharfzüngigen Seitenhiebe gegen die Filmindustrie und deren Oberflächlichkeit, vor allem in seinen späteren Jahren, gefürchtet. Mitchum äußerte beispielsweise die Thesen, dass Schauspielerei ein einfacher Beruf („Ich habe drei Gesichtsausdrücke: nach links schauen, nach rechts schauen und geradeaus schauen“) und das sogenannte Method Acting vollkommener Unsinn sei. Mit Shirley MacLaine, Filmpartnerin in Spiel zu zweit (1962) und Immer mit einem anderen (1964), hatte Mitchum zu Beginn der 1960er Jahre eine außereheliche Liebesbeziehung.
Am 1. Juli 1997, fünf Wochen vor seinem 80. Geburtstag und einen Tag vor James Stewart, seinem Co-Star in Tote schlafen besser, starb der lebenslange Raucher an den Folgen von Lungenkrebs. Er hinterließ seine Ehefrau und Jugendliebe Dorothy Mitchum (1919–2014), mit der er ab 1940 insgesamt 57 Jahre verheiratet war. Seine Söhne James Mitchum und Christopher Mitchum sind ebenfalls Schauspieler, die Tochter Petrina (Trina) Mitchum ist Autorin. Mitchums Enkelkinder Bentley Mitchum und Carrie Mitchum sind ebenfalls Schauspieler wie auch sein jüngerer Bruder John Mitchum, der 2001 starb. Ein anderer Enkel, Kian Mitchum, arbeitet als Model.

## Schauspielstil und Nachwirkung
In vielen Filmen pflegte Robert Mitchum das Image des wortkargen, scheinbar teilnahmslosen Mannes mit dem überlegen-misstrauischen Blick, der selbstsicher seine Angelegenheiten regelte und auch bei der Damenwelt hoch im Kurs stand. Er „unterspielte“ seine Rollen derart konsequent, dass ihm zuweilen mangelndes Schauspieltalent vorgeworfen wurde. Als einer der ersten führenden Hollywood-Stars übernahm er auch bewusst Schurkenrollen und wurde dadurch zum Rollenvorbild für spätere Schauspieler.
Im Lauf der Jahrzehnte avancierte Mitchum zu einem nahezu kultisch verehrten Darsteller, der in Körpersprache, Mimik und Sprechstil eine „Coolness“ kultivierte, die für Generationen von Filmschauspielern stilprägend wurde. In späteren Jahren fielen beispielsweise Schauspieler wie Steve McQueen, Clint Eastwood, Alain Delon oder Sylvester Stallone durch einen ähnlichen Darstellungsstil auf. Der Filmkritiker Roger Ebert bezeichnete Mitchum als seinen Lieblingsschauspieler. Bei einer Umfrage des American Film Institute aus dem Jahr 1999 wurde Mitchum auf Platz 23 in der Liste der 25 größten männlichen Filmlegenden gewählt.

## Filmografie
- 1943: Und das Leben geht weiter (The Human Comedy)
- 1943: Hoppy Serves a Writ
- 1943: Aerial Gunner
- 1943: Border Patrol
- 1943: Follow the Band
- 1943: The Leather Burners
- 1943: Colt Comrades
- 1943: We’ve Never Been Licked
- 1943: The Lone Star Trail
- 1943: Beyond the Last Frontier
- 1943: Korvette K 225 (Corvette K-225)
- 1943: Bar 20
- 1943: Doughboys in Ireland
- 1943: False Colors
- 1943: Minesweeper
- 1943: Laurel und Hardy: Die Tanzmeister (The Dancing Masters)
- 1943: Cry “Havoc”
- 1943: Riders of the Deadline
- 1943: Unternehmen Donnerschlag (Gung Ho!)
- 1943: To the People of the United States (Dokumentar-Kurzfilm)
- 1944: Johnny Doesn’t Live Here Anymore
- 1944: Mr. Winkle Goes to War
- 1944: Heirate niemals einen Fremden (When Strangers Marry)
- 1944: Girl Rush
- 1944: Dreißig Sekunden über Tokio (Thirty Seconds Over Tokyo)
- 1944: Nevada
- 1945: Schlachtgewitter am Monte Cassino (The Story of G.I. Joe)
- 1945: West of the Pecos
- 1946: Till the End of Time
- 1946: Der unbekannte Geliebte (Undercurrent)
- 1946: The Locket
- 1947: Verfolgt (Pursued)
- 1947: Im Kreuzfeuer (Crossfire)
- 1947: Desire Me
- 1947: Goldenes Gift (Out of the Past)
- 1948: Rachel und der Fremde (Rachel and the Stranger)
- 1948: Nacht in der Prärie (Blood on the Moon)
- 1949: Gabilan, mein bester Freund (The Red Pony)
- 1949: Die rote Schlinge (The Big Steal)
- 1949: Holiday Affair
- 1950: Where Danger Lives
- 1951: My Forbidden Past
- 1951: Ein Satansweib (His Kind of Woman)
- 1951: Gangster (The Racket)
- 1952: Macao
- 1952: Korea (One Minute to Zero)
- 1952: Arena der Cowboys (The Lusty Men)
- 1953: Engelsgesicht (Angel Face)
- 1953: She Couldn’t Say No
- 1953: Weiße Frau am Kongo (White Witch Doctor)
- 1953: Mörder ohne Maske (Second Chance)
- 1954: Fluß ohne Wiederkehr (River of No Return)
- 1954: Spur in den Bergen (Track of the Cat)
- 1955: … und nicht als ein Fremder (Not as a Stranger)
- 1955: Die Nacht des Jägers (The Night of the Hunter)
- 1955: Der Einzelgänger (Man with the Gun)
- 1956: Die fünfte Kolonne (Foreign Intrigue)
- 1956: Bandido
- 1957: Der Seemann und die Nonne (Heaven Knows, Mr. Allison)
- 1957: Spiel mit dem Feuer (Fire Down Below)
- 1957: Duell im Atlantik (The Enemy Below)
- 1958: Kilometerstein 375 (Thunder Road)
- 1958: Kampfflieger (The Hunters)
- 1959: Hügel des Schreckens (The Angry Hills)
- 1959: Heiße Grenze (The Wonderful Country)
- 1960: Das Erbe des Blutes (Home from the Hill)
- 1960: Aufstand im Morgengrauen (A Terrible Beauty)
- 1960: Der endlose Horizont (The Sundowners)
- 1960: Vor Hausfreunden wird gewarnt (The Grass Is Greener)
- 1961: Der Held der Etappe (The Last Time I Saw Archie)
- 1962: Ein Köder für die Bestie (Cape Fear)
- 1962: Der längste Tag (The Longest Day)
- 1962: Spiel zu zweit (Two for the Seesaw)
- 1963: Die Totenliste (The List of Adrian Messenger)
- 1963: Bring sie lebend heim (Rampage)
- 1964: Plädoyer für einen Mörder (Man in the Middle)
- 1964: Immer mit einem anderen (Madame Croque-maris)
- 1965: Südlich vom Pangani-Fluß (Mister Moses)
- 1966: El Dorado
- 1967: Der Weg nach Westen (The Way West)
- 1968: Pancho Villa reitet (Villa Rides)
- 1968: Todfeinde (5 Card Stud)
- 1968: Schlacht um Anzio (Anzio)
- 1968: Die Frau aus dem Nichts (Secret Ceremony)
- 1969: Der gnadenlose Rächer (Young Billy Young)
- 1969: Die Letzten vom Red River (The Good Guys and the Bad Guys)
- 1970: Ryans Tochter (Ryan’s Daughter)
- 1971: Nach Hause (Going Home)
- 1972: Zum Teufel mit Hosianna (The Wrath of God)
- 1973: America on the Rocks (Fernsehfilm)
- 1973: Die Freunde von Eddie Coyle (The Friends of Eddie Coyle)
- 1974: Yakuza (The Yakuza)
- 1975: Fahr zur Hölle, Liebling (Farewell, My Lovely)
- 1976: Schlacht um Midway (Midway)
- 1976: Der letzte Tycoon (The Last Tycoon)
- 1977: Der Tiger aus Taipeh (The Amsterdam Kill)
- 1978: Tote schlafen besser (The Big Sleep)
- 1978: Matilda
- 1979: Steiner – Das Eiserne Kreuz, 2. Teil
- 1980: Agency – Botschaft des Bösen (The Agency)
- 1980: Nightkill
- 1982: Tote kriegen keine Post (One Shoe Makes It Murder, Fernsehfilm)
- 1982: Champions (That Championship Season)
- 1983: Der Feuersturm (The Winds of War, Miniserie, sieben Folgen)
- 1983: Ein Killer in der Familie (A Killer in the Family, Fernsehfilm)
- 1984: Der Ambassador (The Ambassador)
- 1984: Maria’s Lovers
- 1985: The Hearst and Davies Affair (Fernsehfilm)
- 1985: Reunion at Fairborough (Fernsehfilm)
- 1985: Promises to Keep (Fernsehfilm)
- 1985: Fackeln im Sturm (North and South, Miniserie, Folge 1x02)
- 1986: Thompsons letzter Ausbruch (Thompson’s Last Run, Fernsehfilm)
- 1987: Der Equalizer (The Equalizer, Fernsehserie, zwei Folgen)
- 1988: Mr. North – Liebling der Götter (Mr. North)
- 1988: Die Geister, die ich rief … (Scrooged)
- 1988–1989: Feuersturm und Asche (War and Remembrance, Miniserie, zehn Folgen)
- 1989: Geheimbund der Rose (Brotherhood of the Rose, Miniserie, zwei Folgen)
- 1989: Aufs Kreuz gelegt (Jake Spanner, Private Eye, Fernsehfilm)
- 1990: Ein Mann weiß zuviel (Présumé dangereux)
- 1990: Midnight Ride
- 1990: A Family for Joe (Fernsehserie, zehn Folgen)
- 1991: Waiting for the Wind (Kurzfilm)
- 1991: Kap der Angst (Cape Fear)
- 1992: Les sept péchés capitaux
- 1992–1994: Himmel über Afrika (African Skies, Fernsehserie, 52 Folgen)
- 1993: Tombstone (Sprechrolle)
- 1994: Im Netz der Begierde (Woman of Desire)
- 1995: Backfire – Die total verrückte Feuerwehr (Backfire!)
- 1995: Dead Man
- 1995: Pakten
- 1995: Der Marshal (The Marshal, Fernsehserie, Folge 2x02)
- 1997: James Dean: Live Fast, Die Young (James Dean: Race with Destiny)

## Auszeichnungen
- 1946: Nominierung für den Oscar in der Kategorie Bester Nebendarsteller für Schlachtgewitter am Monte Cassino
- 1946: Nominierung für den New York Film Critics Circle Award in der Kategorie Bester Hauptdarsteller für Schlachtgewitter am Monte Cassino
- 1956: Nominierung für den British Academy Film Award in der Kategorie Bester ausländischer Darsteller für Der Seemann und die Nonne
- 1958: 2. Platz bei den Laurel Awards für Duell im Atlantik
- 1960: National Board of Review Award in der Kategorie Bester Hauptdarsteller für Das Erbe des Blutes und Der endlose Horizont
- 1978: Preis der ShoWest Convention für sein Lebenswerk
- 1980: Preis der Los Angeles Film Critics Association für sein Lebenswerk
- 1984: Stern auf dem Hollywood Walk of Fame (6240 Hollywood Blvd.)
- 1991: National Board of Review Award für sein Lebenswerk
- 1992: Cecil B. deMille Award bei den Golden Globes für sein Lebenswerk
- 1993: Preis des Internationalen Filmfestivals von San Sebastián für sein Lebenswerk

## Diskografie (Auswahl)

### Singles
- Little Old Wine Drinker Me /  Woods (Monument MN 45-1006)
- That Man Right There / You Deserve Each Other (Monument MN 45-1025)
- What Is This Generation Coming To / Mama Looka Boo Boo (Silver Capitol F3672)
- The Ballad of Thunder Road / My Honey’s Lovin’ Arms (Capitol 3741)

### Alben
- Calypso – Is Like So… (LP, 1957, Reedition: 1984, Reedition auf CD: 1996)
- That Man (LP, 1967)
- That Man (CD, 1996; RI Calypso – Is Like So / That Man)
- Tall Dark Stranger, (CD, 1997; Songs für den Film Rachel und der Fremde von 1948 und der Titelsong des Films Der gnadenlose Rächer sowie einige Pop Standards, die er als Demos aufnahm. Das beigefügte 72-seitige Buch zeigt viele seltene Filmposter, Lobbycards, Programme, Filmografie sowie weiteres seltenes Material.)
- The Wrath of God (LP, 1972)

## Filmdokumentationen
- Robert Mitchum – Star wider Willen (Originaltitel: Robert Mitchum – The Reluctant Actor). TV-Dokumentation, USA 1991, 60 Minuten.
- Robert Mitchum – Hollywoods Bad Boy. TV-Dokumentation für Arte, Frankreich 2017, Regie: Stéphane Benhamou, 55 Minuten.